# Девериа, Шарль-Теодюль
Девериа, Шарль-Теодюль (фр. Charles-Théodule Deveria; 1 июля 1831, Париж — 25 января 1871, Париж) — французский египтолог, сын художника Альфонса Девериа.
Самоучкой освоил классические и еврейский языки. Занятия последним увлекли его Древним Востоком.
Был хранителем египетского отдела в Лувре.

## Труды
- «Bakenchouson, Grand-prêtre d’Ammon et architecte principal de Thèbes» (1860),
- «Le papyrus judiciaire de Turin» (1868);
- «Noub, la déesse d’or»;
- «Catalogue des manuscrits égyptiens du Louvre» (1872).